# Nal rA
Кан Мин (кор. 강민), известный под ником Nal_rA (родился 15 марта, 1982, Анян, Кёнгидо) — корейский киберспортсмен по StarCraft: Brood War (Протосс, KTF MagicNs). Кан Мин известен благодаря своим рискованным тактикам, которые он с успехом претворяет в жизнь, за что фанаты прозвали его «Dreamer».
11 сентября 2008 года Nal_rA объявил о своем намерении закончить карьеру профессионального игрока, ссылась на то, что он больше не может удовлетворить ожидания своих фанатов. Он также объявил о том, что в будущем намеревается стать профессиональным комментатором матчей по StarCraft.